# Joshua Orpin
Joshua "Josh" Orpin, född 15 april 1994 i Melbourne, är en australisk skådespelare. På TV har han bland annat spelar rollen som Conner Kent i DC Universe-serien Titans, och Rory i Seven Network-såpoperan Home and Away. Han kommer också att medverka i rebootversionen av skräck- och slasherfilmen Jag vet vad du gjorde förra sommaren (engelska: I Know What You Did Last Summer), som hade biopremiär den 18 juli 2025.

## Filmografi (i urval)
- 2018 – The Blake Mysteries (TV-serie)[4]
- 2019 – Preacher (TV-serie)
- 2019 – Upright (TV-serie)
- 2019–2023 – Titans (TV-serie)[1][5][6][7]
- 2024 – Home and Away (TV-serie) (pågående sändningar)[2][8]
- 2025 – I Know What You Did Last Summer[3]